# Orvilleus
Orvilleus is een geslacht van spinnen uit de familie springspinnen (Salticidae).

## Soorten
De volgende soorten zijn bij het geslacht ingedeeld:
- Orvilleus crassus Chickering, 1946